# Секретар королівський
Секретар королівський (пол. sekretarz królewski, лат. secretarius regius) — уряд дворський Польського королівства.

## Історія
Попередником секретаря був уряд протописаря. Останній був присутній у канцелярії Ягайла у 1387-1423 роках. Пізніше цей уряд змінив назву на секретаря. У другій половині XV століття становище секретаря королівського ще не було чітко окресленим, як і не були усталеними його обов'язки. Процес розрізнення урядів писаря і секретаря був тривалим. Старопольський переклад латинської назви цього уряду лат. secretarius звучить як tajemnik, тобто повірений, утаємничений, що красномовно свідчить про специфіку його функцій.

## Обов'язки
У Королівській канцелярії Речі Посполитої основний тягар обов'язків виконували писарі та секретарі. Межа між ними була досить невизначеною, компетенції обох урядів були дуже подібними. Головною відмінністю було те, що секретарі використовувалися для вирішення більш відповідальних завдань.
Секретарів призначав сам король Польщі. Посада була пожиттєвою, секретарі складали присягу на вірність та збереження державної таємниці.
Обов'язки їхні були численними й не кодифікованими правом. Секретарі королівські вели королівську кореспонденцію, представляли короля на сеймиках, вирішували будь-яких (найчастіше фінансові) справи, редагували дипломатичне лисутвання і найважливіші публічні документи, здійснювали та приймали посольства, вирішували спори. Це вимагало від них певного універсалізму — наявності дипломатичних, ораторських якостей, знання іноземних мов, законів, вміння складати листи тощо. Спостерігалася навіть певна монополізація посад у самій канцелярії королівськими секретарями. Вони часто обіймали посади регента, метриканта, писаря декретового або, урешті-решт, канцлера та підканцлера.
Безпосередньо при королеві, зазвичай, перебувало небагато секретарів. Він міг вільно розпоряджатися ними, або віддати їх у розпорядження печатника. Кількість секретарів була різна: від 6 за часів Стефана Баторія до 16 за часів Сигізмунда III.
Засадничим вважається поділ Рейнольдом Гайденштайном секретарів на лат. scribentes (досл. що писали), які працювали в канцелярії, та на лат. non scribentes (досл. що не писали), які використовувалися здебільшого у дипломатичних справах.
Дослідник Стефан Кеневич поділяв секретарів на етатових (які отримували платню, найманих), духовних і гонорових (почесних). Перші отримували платню за виконану працю, духовні за свою роботу наділялися бенефіціями, котрі були сталим джерелом доходів. Натомість, секретарі гонорові не отримували жодних виплат чи доходів, а отримували за виконане завдання певне надання чи компенсацію за поїздку.
Посади секретарів здебільшого посідали середні шляхтичі, рідше міщани. Секретарями призначали зазвичай з-поміж королівських писарів або придворних. Спочатку серед секретарів переважало духовенство, проте з часів Стефана Баторія почалася секуляризація цього уряду.

## Деякі відомі секретарі королівські
- Якуб Бучацький
- Станіслав Гозій (1538—1549)
- Мартін Кромер (з 1545 р.)
- Петро Боратинський (1551)
- Станіслав Бажий (перед 1557 р.)
- Пйотр Бажий (з 1557 р.)
- Лукаш Гурницький (з 1559 р.)
- Ян Кохановський (з 1564 р.)
- Мартін Бронєвський (з 1577 р.)
- Іван Дрогойовський (з 1579 р.)
- Георгій Боїм
- Генрик Денгофф (з 1614 р.)
- Альберт Корицінський
- Мартин Никанор Анчевський
- Станіслав Беневський (1650)
- Анджело Бандінеллі (з 1654 р.)
- Фридерик Алембек (з 1657 р.)
- Станіслав Трембецький (з 1769 р.)